# Formule First
De Formule First is een raceklasse in Nieuw-Zeeland. Deze raceklasse is qua niveau vergelijkbaar met de Formule Ford. Deze klasse is bedoeld als opstapklasse voor karters om naar de autosport te gaan. De klasse bestaat sinds 1968. Uit deze klasse kwam onder anderen Scott Dixon voort.

## De auto
Net zoals in de Formule Ford zijn er in de Formule First meerdere chassisfabrikanten beschikbaar die min of meer dezelfde auto's maken. De meest populaire auto's zijn de auto's van het bedrijf Challenge en de auto's van Sabre. De auto's kosten ongeveer 20000$. De auto's hebben geen voor of achtervleugel. De auto's zijn voorzien van dezelfde 1200cc motor. De auto heeft een maximumsnelheid van 200km/u. Alle auto's rijden met Bridgestone banden.

## Kampioenen
| Jaar | Naam          | Auto         |
| ---- | ------------- | ------------ |
| 2007 | Selby Allison | Alvee 05     |
| 2006 | Caine Lobb    | Challenge G9 |